# Lukas Henikl
Lukas Henikl (* 4. November 2003) ist ein österreichischer Fußballspieler.

## Karriere
Henikl begann seine Karriere bei der Union Neuhofen/Ybbs. Im September 2014 wechselte er zum SC Wieselburg. Zur Saison 2016/17 kam er in die AKA St. Pölten, in der er in den folgenden sechs Jahren sämtliche Altersstufen durchlief. Zur Saison 2022/23 wechselte der Stürmer zum Zweitligisten SKU Amstetten.
Sein Debüt in der 2. Liga gab er im August 2022, als er am dritten Spieltag jener Saison gegen den FC Admira Wacker Mödling in der 88. Minute für Dominik Starkl eingewechselt wurde.